# Luis Guillermo Rivera
Luis Guillermo Rivera Martínez conocido simplemente como "Flaco Rivera" (Bogotá, Colombia; 11 de junio de 1975) es un exfutbolista, monitor y entrenador de fútbol. Es colombiano nacionalizado ecuatoriano. Actualmente es asistente técnico de Julián Barragán en el Bogotá Fútbol Club.

## Trayectoria
Luis Guillermo Rivera empezó como delantero, pero con el paso del tiempo y debido a su buena técnica y visión de juego fue jugó como volante ofensivo, posteriormente se desempeñó también como volante de marca y mixto.
Debutó como profesional a los 19 años en 1995 con el Deportivo Pereira, en un partido contra el Atlético Nacional de Medellín, ese partido Luis Guillermo entró al cambio cuando el Deportivo Pereira iba perdiendo 2-0, hizo dos asistencias y logró empatar el partido a 2.
Luego pasó por varios equipos colombianos, donde siempre fue figura Millonarios, Deportivo Cali, Cortuluá, Deportivo Pasto y Deportes Tolima. En el 2005 fue contratado por la LDU de Loja de Ecuador: ese año Rivera tuvo un buen desempeño, pero una lesión le impidió acabar el torneo. 
En el 2006 lo contrató Emelec, donde se convirtió en figura, anotando ese año 12 goles en 36 partidos, clasificando a la Copa Libertadores. En el 2008 se nacionalizó ecuatoriano. En Emelec anotó un total de 26 goles.
Como jugador a nivel de clubes internacionalmente participó en 5 Copas Libertadores de América, 2 Copas Sudamericana y 2 Copas Merconorte.
Como entrenador de las Divisiones menores del Club Deportivo La Equidad. Logró el título nacional en la categoría sub-20 en la supercopa juvenil, llevándolo a participar en la Copa Libertadores de la categoría en Montevideo (Uruguay). Ha sido el logro más importante del club en sus divisiones menores. Además de salir campeón en torneos locales como el torneo de liga de Bogotá, categoría sub-23 el de mayor Nivel en Bogotá, y el de Futuras Estrellas en el Torneo del Olaya, el más reconocido nacionalmente del futbol aficionado en Colombia.
También dirigió La Selección Bogotá Pre juvenil llegando a la final del torneo Nacional Interligas, Con la Selección Bogotá quedó campeón del torneo SKF, lo cual le valió para representar a Colombia en la Gothia Cup en Gotemburgo Suecia.
Con el Deportivo Pereira en sus Divisiones Menores quedó campeón de la Copa Telecafe, el torneo Regional más importante en etapas formativas. Entre otros.
En el futbol profesional ha tenido la experiencia de ser Director Técnico en el futbol femenino y en el futbol masculino en Colombia. 
Cabe resaltar que en sus procesos deportivos en Divisiones Menores no solo ha ganado títulos importantes, sino que de estos procesos han surgido jugadores hacia el Futbol profesional en Colombia y al futbol del exterior.
Es de los Directores Técnicos Nuevos con Mayor Proyección en el futbol Colombiano.

## Selección nacional
Luis Guillermo Rivera formó parte de la Selección de Colombia en sus categorías sub-20 y mayores en la eliminatoria para el mundial de Corea-Japón, por lo que al nacionalizarse no pudo jugar en la selección de Ecuador.

## Clubes

### Como jugador
| Club              | País     | Año         |
| ----------------- | -------- | ----------- |
| Deportivo Pereira | Colombia | 1995 - 1996 |
| Millonarios       | Colombia | 1996 - 2000 |
| Deportivo Cali    | Colombia | 2001 - 2003 |
| Deportivo Pasto   | Colombia | 2003        |
| Cortuluá          | Colombia | 2004        |
| Deportes Tolima   | Colombia | 2004        |
| Liga de Loja      | Ecuador  | 2005        |
| Emelec            | Ecuador  | 2006-2009   |

### Como entrenador
| Club                   | País     | Año  | Partidos Dirgidos |
| ---------------------- | -------- | ---- | ----------------- |
| La Equidad (femenino)  | Colombia | 2018 | 9                 |
| La Equidad (masculino) | Colombia | 2019 | 12                |

### Otros cargos
| Club                             | País     | Año         | Rol                     |
| -------------------------------- | -------- | ----------- | ----------------------- |
| Divisiones menores de La Equidad | Colombia | 2015 - 2019 | Coordinador- Entrenador |
| Bogotá Fútbol Club               | Colombia | 2020        | Asistente técnico       |

## Estadísticas como entrenador
Actualizado hasta el último partido dirigido con La Equidad el día 29 de octubre de 2019.
| Equipo                              | Torneo                | Partidos | Partidos | Partidos | Partidos |
| Equipo                              | Torneo                | PD       | PG       | PE       | PP       |
| ----------------------------------- | --------------------- | -------- | -------- | -------- | -------- |
| La Equidad · (femenino) · Colombia  |                       |          |          |          |          |
| Liga 2018                           | 9                     | 4        | 3        | 2        |          |
| Total                               | 9                     | 4        | 3        | 2        |          |
| La Equidad · (masculino) · Colombia |                       |          |          |          |          |
| Liga 2019                           | 12                    | 3        | 7        | 2        |          |
| Total                               | 12                    | 3        | 7        | 2        |          |
| Total como entrenador               | Total como entrenador | 21       | 7        | 10       | 4        |